# 蒲生町 (滋賀県)
蒲生町（がもうちょう）は、滋賀県蒲生郡にあった町である。

## 歴史
- 1955年（昭和30年）4月1日 - 蒲生郡朝日野村・桜川村が合併して蒲生郡蒲生町が発足。
- 2006年（平成18年）1月1日 - 神崎郡能登川町とともに東近江市に編入[2]。同日蒲生町廃止。

## 姉妹都市
- 扶余郡場岩面（大韓民国）

## 教育
小学校
- 東近江市立蒲生西小学校[3]
- 東近江市立蒲生東小学校[4]
- 東近江市立蒲生北小学校[5]

中学校
- 東近江市立朝桜中学校[6]

## 行政区分
以下は、東近江市に合併する以前の大字の一覧である（50音順、カッコ内は読みと現在の大字名）。
- 石塔（いしどう、現在の石塔町）
- 市子沖（いちこおき、現在の市子沖町）[8]
- 市子川原（いちこかわら、現在の市子川原町）
- 市子殿（いちことの、現在の市子殿町）
- 市子松井（いちこまつい、現在の市子松井町）
- 稲垂（いなたり、現在の稲垂町）
- 鋳物師（いものし、いもじ、現在の鋳物師町）
- 大塚（おおつか、現在の大塚町）
- 大森（おおもり、現在の蒲生大森町）
- 岡本（おかもと、現在の蒲生岡本町）
- 葛巻（かずらまき、現在の葛巻町）
- 綺田（かばた、現在の綺田町）
- 上麻生（かみあそう、現在の綺田町）
- 上南（かみな、現在の綺田町）
- 蒲生堂（かもど、現在の蒲生堂町）
- 川合（かわい、現在の川合町）
- 木村（きむら、現在の木村町）
- 合戸（ごうど、現在の合戸町）
- 桜川西（さくらがわにし、現在の桜川西町）[9]
- 桜川東（さくらがわひがし、現在の桜川東町）
- 下麻生（しもあそう、現在の下麻生町）
- 鈴（すず、現在の鈴町）
- 田井（たい、現在の田井町）
- 寺（てら、現在の蒲生寺町）
- 外原（とのばら、現在の外原町）
- 平林（ひらばやし、現在の平林町）
- 宮井（みやい、現在の宮井町）
- 宮川（みやがわ、現在の宮川町）
- 横山（よこやま、現在の横山町）

## 交通

### 鉄道
- 近江鉄道
  - 本線：京セラ前駅 - 桜川駅 - 朝日大塚駅 - 朝日野駅

### 道路
一般国道
- 国道477号

## 名所・旧跡
- 赤人寺
- 石塔寺
- 三重大石塔
- 妙厳寺の六代松
- 竹田神社
- 涌泉寺
- 高木神社
- 八坂神社
- 梵釈寺
- 法雪寺
- 赤人寺
- 誓安寺
- 大塚城（東近江市大塚町、旧蒲生町）
- 市子殿城（東近江市市子殿町、旧蒲生町）
- 川合城（東近江市河合町、旧蒲生町）
- 上南城（東近江市上南町、旧蒲生町）
- 寺村城（東近江市蒲生寺町、旧蒲生町）
- 大森館（東近江市蒲生大森町、旧蒲生町）